# 轨距转换列表
这是著名的铁路轨距转换列表，即一组轨道之间的距离变宽或变窄的铁路线。向更宽轨距的转换通常是为了适应更重的负载或更宽的汽车，而向更窄轨距的转换往往是为了与铁路网络上的其他线路兼容。 此列表还包含已准备好转换的行和计划转换的行的实例。
| 新轨 （mm）                         | 旧轨 （mm）                                                          | 日期         | 国家/地区                  | 描述 |
| ----------------------------------- | -------------------------------------------------------------------- | ------------ | -------------------------- | --- |
| 1,067毫米（3英尺6英寸）             | 1,000毫米（3英尺3+3⁄8英寸）                                          |              | 安哥拉                     | 罗安达铁路 |
| 1,067毫米（3英尺6英寸）             | 600毫米（1英尺11+5⁄8英寸）                                           | 1950s        | 安哥拉                     | 莫桑梅德斯铁路 |
| 1,435毫米（4英尺8+1⁄2英寸）         | 1,067毫米（3英尺6英寸）                                              | 1970         |                            | 横贯大陆线：悉尼到奥古斯塔港和卡尔古利到珀斯。参见悉尼-珀斯铁路走廊。 |
| 1,435毫米（4英尺8+1⁄2英寸）         | 1,067毫米（3英尺6英寸）                                              | 1980         |                            | 阿德莱德-达尔文铁路走廊；爱丽斯泉的第一阶段。在不同的、更容易泛滥的路线上替换了窄轨距线。 |
| 1,435毫米（4英尺8+1⁄2英寸）         | 1,600毫米（5英尺3英寸）                                              | 1990-1995    |                            | 墨尔本-阿德莱德铁路走廊–1990年安装的600 km（370 mi）可转换轨枕，以促进1995年的快速转换。 |
| 1,435毫米（4英尺8+1⁄2英寸）         | 1,600毫米（5英尺3英寸）                                              | 2008–2010    |                            | 东北铁路线在维多利亚。西摩火车站和Albury_railway_station之间的200 km（120 mi）路段进行了转换，将两条不同轨距的平行轨道更改为双轨距。奥克兰线本来会被保留为 orphan 于 2009 年进行了转换。转换此线126 km（78 mi）的成本估计刚刚超过A$13,000,000。                                                                                               |
| 1,435毫米（4英尺8+1⁄2英寸）         | 1,600毫米（5英尺3英寸）                                              | 2012         |                            | 南澳大利亚州计划在2012年将其郊区的铁路线由宽轨转换为标准轨距，同时计划进行电气化改造，Outer Harbor线和百里線用轨距可转换轨枕重建，而Gawler线的重新下线于2010年开始,Seaford线将在Gawler线路完工后开始。然而，由于资金限制，轨距转换和电气化工程均已暂停，在可预见的未来，工程不太可能继续进行。                                                |
| 1,600毫米（5英尺3英寸） (temporary) | 1,067毫米（3英尺6英寸）                                              | 1950s        |                            | The Mount Gambier line in South Australia was fitted with some 3-gauge steel sleepers when it was "temporarily" converted, pending later proposed conversion to 1,435毫米（4英尺8+1⁄2英寸） (which is yet to occur). |
| 1,435毫米（4英尺8+1⁄2英寸）         | 1,067毫米（3英尺6英寸）                                              |              |                            | In Western Australia, the narrow-gauge iron ore railways serving Geraldton port and the new port at Oakajee will be designed for ease of conversion to standard gauge. |
| 1,435毫米（4英尺8+1⁄2英寸）         | 1,600毫米（5英尺3英寸）                                              | 2016–present |                            | In Victoria, several wheat lines amounting to about 1,100 km（680 mi） of track, were (or are to be) converted to standard gauge, including: Maryborough to Mildura, Yelta and Murrayville; Sea Lake and Manangatang. Lines will be converted to dual gauge between Gheringhap to Maryborough. This is part of the Murray Basin Rail Project. |
| 900毫米（2英尺11+7⁄16英寸）         | 1,000毫米（3英尺3+3⁄8英寸）                                          | 2008–2009    | 奥地利                     | 珀斯特林贝格缆车 |
| 1,435毫米（4英尺8+1⁄2英寸）         | 760毫米（2英尺5+15⁄16英寸）                                          | 1961         | 奥地利                     | 查贡斯-帕特宁铁路 |
| 1,435毫米（4英尺8+1⁄2英寸）         | 1,600毫米（5英尺3英寸）                                              | 1854–1855    | 巴登大公國                 | 巴登大公国铁路 |
| 1,676毫米（5英尺6英寸）             | 1,000毫米（3英尺3+3⁄8英寸）, 2英尺6英寸（762毫米）, 2英尺（610毫米） | ongoing      |                            | |
| 762毫米（2英尺6英寸）               | 1,067毫米（3英尺6英寸）                                              | 1898         |                            | 巴巴多斯铁路 |
| 1,435毫米（4英尺8+1⁄2英寸）         | 1,676毫米（5英尺6英寸）                                              | 1880s        | 加拿大                     | 加拿大有许多省级轨距铁路 |
| 1,435毫米（4英尺8+1⁄2英寸）         | 1,067毫米（3英尺6英寸）                                              | 1881         | 加拿大                     | 多伦多、格雷和布鲁斯铁路 |
| 1,435毫米（4英尺8+1⁄2英寸）         | 1,067毫米（3英尺6英寸）                                              | 1883         | 加拿大                     | 多伦多和尼皮辛铁路处于改三轨阶段。 |
| 1,435毫米（4英尺8+1⁄2英寸）         | 1,524毫米（5英尺）                                                   | 1938         | 中國                       | 中俄独资专线 |
| 1,067毫米（3英尺6英寸）             | 1,524毫米（5英尺）                                                   |              | 中國                       | 南满铁道，日俄战争期间 |
| 1,435毫米（4英尺8+1⁄2英寸）         | 1,067毫米（3英尺6英寸）                                              |              | 中國                       | 日俄战争后的南满铁路 |
| 600毫米（1英尺11+5⁄8英寸）          | 1,435毫米（4英尺8+1⁄2英寸）                                          |              | 捷克                       | 工业铁路博物馆 |
| 1,067毫米（3英尺6英寸）             | 1,000毫米（3英尺3+3⁄8英寸）                                          | 1956         | 刚果民主共和国             | 金都（卢阿拉巴河港）–基邦博–孔戈洛–卡巴洛（卢阿拉巴河港口和加丹加线交汇处）–那云祖–年巴–卡莱米（坦噶尼喀湖港口）：这条线一直到1955年之前一直是孤立状态，1956年更换了轨距以连接加丹加线。 |
| 1,067毫米（3英尺6英寸）             | 762毫米（2英尺6英寸）                                                | 1932         | 刚果民主共和国             | 马塔迪-金沙萨铁路在新路线上转换为1,067毫米（3英尺6英寸）。 |
| 600毫米（1英尺11+5⁄8英寸）          | 610毫米（2英尺）                                                     |              | 刚果民主共和国             | 马永贝线 |
| 1,435毫米（4英尺8+1⁄2英寸）         | 1,000毫米（3英尺3+3⁄8英寸）                                          | 1924         | 丹麦                       | 斯卡根线在丹麦境内 |
| 500毫米（19+3⁄4英寸）               | 600毫米（1英尺11+5⁄8英寸）                                           |              | 法國                       | 塔恩旅游铁路 |
| 1,435毫米（4英尺8+1⁄2英寸）         | 1,520毫米（4英尺11+27⁄32英寸）                                       | 1941         | 納粹德國                   | 布列斯特-明斯克 |
| 1,435毫米（4英尺8+1⁄2英寸）         | 750毫米（2英尺5+1⁄2英寸）                                            | 1964/65      | 德国                       | 扎贝高铁路 |
| 600毫米（1英尺11+5⁄8英寸）          | 1,435毫米（4英尺8+1⁄2英寸）                                          | 2004         | 德国                       | 马伦特-格雷姆斯穆伦-吕特岑堡铁路 |
| 600毫米（1英尺11+5⁄8英寸）          | 1,435毫米（4英尺8+1⁄2英寸）                                          | 2006         | 德国                       | 瓦尔德海姆-克里贝塔尔铁路 |
| 1,676毫米（5英尺6英寸）             | 1,000毫米（3英尺3+3⁄8英寸）, 2英尺6英寸（762毫米）, 2英尺（610毫米） | ongoing      | 印度                       | 统一轨距计划 |
| 1,067毫米（3英尺6英寸）             | 1,435毫米（4英尺8+1⁄2英寸）                                          | 1923         | 日本                       | 伊予铁道 |
| 1,435毫米（4英尺8+1⁄2英寸）         | 1,372毫米（4英尺6英寸）                                              | 1959         | 日本                       | 京成电铁；直通都营浅草线 |
| 1,520毫米（4英尺11+27⁄32英寸）      | 750毫米（2英尺5+1⁄2英寸）                                            | early 1970s  | 哈薩克蘇維埃社會主義共和國 | 科克切塔夫网络，长度为305 km（190 mi），自1954年开始运营，部分重新调整为俄罗斯轨距。 |
| 1,000毫米（3英尺3+3⁄8英寸）         | 600毫米（1英尺11+5⁄8英寸）                                           |              |                            | 东德-东孔窄轨铁路 |
| 750毫米（2英尺5+1⁄2英寸）           | 600毫米（1英尺11+5⁄8英寸）                                           |              | 拉脫維亞                   | 利耶帕亚–鲁卡瓦线，52公里军用线 |
| 750毫米（2英尺5+1⁄2英寸）           | 600毫米（1英尺11+5⁄8英寸）                                           |              | 立陶宛                     | 更多 ： 立陶宛窄轨铁路 |
| 1,435毫米（4英尺8+1⁄2英寸）         | 600毫米（1英尺11+5⁄8英寸）                                           | 1950s        | 南斯拉夫: · 北馬其頓       | 奥赫里德线 |
| 1,067毫米（3英尺6英寸）             | 610毫米（2英尺）                                                     | 1910         | 莫桑比克 / 辛巴威          | 贝拉-索尔兹伯里 |
| 1,067毫米（3英尺6英寸）             | 600毫米（1英尺11+5⁄8英寸）                                           | 1950         | 纳米比亚                   | 莫桑梅德斯铁路 |
| 1,067毫米（3英尺6英寸）             | 600毫米（1英尺11+5⁄8英寸）                                           | 1915–1961    | 纳米比亚                   | 奥塔维矿业和铁路公司 |
| 1,067毫米（3英尺6英寸）             | 600毫米（1英尺11+5⁄8英寸）                                           | 1910–        | 纳米比亚                   | 斯瓦科普蒙德-温得和克线 |
| 914毫米（3英尺）                    | 610毫米（2英尺）                                                     | 1920         | 瑙鲁                       | 瑙鲁铁路运输 |
| 1,676毫米（5英尺6英寸）             | 762毫米（2英尺6英寸）                                                | 2018         | 尼泊尔                     | 杰·纳加尔-贾纳克布尔铁路重新装轨。 |
| 1,067毫米（3英尺6英寸）             | 1,600毫米（5英尺3英寸）                                              |              | 新西兰                     | 坎特伯雷省铁路 |
| 1,067毫米（3英尺6英寸）             | 762毫米（2英尺6英寸）                                                | 1912–1914    | 奈及利亞                   | 包奇轻轨 |
|                                     |                                                                      |              | 奈及利亞                   | 哈科特港–翁内，由于轨距转换不是迫在眉睫，因此安装了可转换轨枕。 |
| 1,067毫米（3英尺6英寸）             | 750毫米（2英尺5+1⁄2英寸）                                            | 1915         | 挪威                       | 苏利杰尔马线从750毫米（2英尺5+1⁄2英寸）转换为双轨距1,067毫米（3英尺6英寸），后来关闭时改造为公路。 |
| 1,435毫米（4英尺8+1⁄2英寸）         | 1,067毫米（3英尺6英寸）                                              | 1922         | 挪威                       | 斯科延-菲利普斯塔德线 |
| 1,435毫米（4英尺8+1⁄2英寸）         | 1,067毫米（3英尺6英寸）                                              | 1922         | 挪威                       | 特隆赫姆-斯特伦线 |
| 1,435毫米（4英尺8+1⁄2英寸）         | 1,067毫米（3英尺6英寸）                                              | 1935         | 挪威                       | 阿伦达线 |
| 1,435毫米（4英尺8+1⁄2英寸）         | 1,067毫米（3英尺6英寸）                                              | 1944         | 挪威                       | 奥尔加德线 |
| 1,435毫米（4英尺8+1⁄2英寸）         | 1,067毫米（3英尺6英寸）                                              | 1941         | 挪威 / 納粹德國            | 勒罗斯线在被德军占领的挪威境内。 |
| 1,435毫米（4英尺8+1⁄2英寸）         | 1,067毫米（3英尺6英寸）                                              | 1949         | 挪威                       | 县城线在挪威 |
| 1,676毫米（5英尺6英寸）             | 1,000毫米（3英尺3+3⁄8英寸）, 2英尺6英寸（762毫米）, 2英尺（610毫米） | 2000         | 巴基斯坦                   | 巴基斯坦的所有窄轨轨道都被改轨或拆除。 |
| 1,435毫米（4英尺8+1⁄2英寸）         | 1,524毫米（5英尺）                                                   | 2001         | 巴拿马                     | 当时巴拿马运河铁路已经破败不堪，重建并重新铺设。 |
| 1,435毫米（4英尺8+1⁄2英寸）         | 914毫米（3英尺）                                                     | 2009         | 秘魯                       | 从万卡约到胡安卡韦利卡；长度约为147 km（91 mi）。 |
| 1,435毫米（4英尺8+1⁄2英寸）         | 1,067毫米（3英尺6英寸）                                              | 2019–进行中  | 菲律賓                     | 菲律宾国家铁路正在将其破旧的窄轨网络重建为标准轨距。 |
| 1,435毫米（4英尺8+1⁄2英寸）         | 1,524毫米（5英尺）                                                   | after 1918   | 波蘭                       | 在俄罗斯控制下的波兰部分地区，一些铁路是俄罗斯的宽轨铁路。这些在波兰获得独立后被转换为标准轨距，以统一国家制度。 |
| 1,435毫米（4英尺8+1⁄2英寸）         | 600毫米（1英尺11+5⁄8英寸）                                           | 1924         | 波蘭                       | 第一次世界大战期间从纳西尔斯克到西尔普的野战铁路，全长88公里。 |
| 750毫米（2英尺5+1⁄2英寸）           | 1,000毫米（3英尺3+3⁄8英寸）                                          | 1932         | 波蘭                       | 第一次世界大战期间从杜克斯塔斯到德鲁亚的野战铁路。在波兰占领维尔纽斯地区后，波兰国家铁路重新开通了这条线路。第二次世界大战后，白俄罗斯苏维埃联盟共和国境内大部分线路停止运营，并于1970年代关闭。 |
| 1,668毫米（5英尺5+21⁄32英寸）       | 1,664毫米（5英尺5+1⁄2英寸）                                          | 19世纪       | 葡萄牙                     | |
| 1,668毫米（5英尺5+21⁄32英寸）       | 1,000毫米（3英尺3+3⁄8英寸）                                          | 2004         | 葡萄牙                     | 2004年，葡萄牙的吉马良斯线实现了电气化，并从米轨转换为伊比利亚宽轨。 |
| 1,520毫米（4英尺11+27⁄32英寸）      | 1,067毫米（3英尺6英寸）                                              | 2003-2019    | 俄羅斯                     | 萨哈林铁路进行了分段改造，首先铺设了第三条（外）铁路，使铁路线可用于日本和俄罗斯轨距的火车。一旦全岛的铁路都转换为俄罗斯轨距（到2012年），内轨就被拆除了。 |
|                                     |                                                                      | –1918        | 俄罗斯帝国 / 德意志帝國    | 第一次世界大战战线和边界发生变化 |
|                                     |                                                                      | –1945        | 苏联 / 納粹德國            | 随着第二次世界大战战线和边界的改变 |
| 1,524毫米（5英尺）                  | 6英尺（1,829毫米）                                                   | 1897         | 俄罗斯帝国                 | 俄罗斯第一条铁路连接圣彼得堡和皇村 |
| 1,435毫米（4英尺8+1⁄2英寸）         | 1,067毫米（3英尺6英寸）                                              | （建议中）   |                            | 佩佩尔港铁矿石线，废弃 |
| 1,067毫米（3英尺6英寸）             | 610毫米（2英尺）                                                     |              | 南非                       | 更多 ： 南非的两英尺轨距铁路 |
| 1,668毫米（5英尺5+21⁄32英寸）       | 1,672毫米（5英尺5+13⁄16英寸）                                        | 19世纪       | 西班牙                     | |
| 1,000毫米（3英尺3+3⁄8英寸）         | 1,067毫米（3英尺6英寸）                                              | 1976         | 西班牙                     | 卡塔赫纳-洛斯布兰科斯线路在延伸至洛斯尼托斯的同时进行了改造。 |
| 1,435毫米（4英尺8+1⁄2英寸）         | 1,668毫米（5英尺5+21⁄32英寸）                                        | 2000s        | 西班牙                     | 西班牙正在建设标准轨距的高速线路，尽管现有系统是伊比利亚的；新的截断线正在建造，配备轨距可转换轨枕。 |
| 1,676毫米（5英尺6英寸）             | 762毫米（2英尺6英寸）                                                | 1996         | 斯里蘭卡                   | 斯里兰卡唯一的窄轨铁路：凯拉尼谷线重新装轨，762毫米（2英尺6英寸）的乌达普拉瓦铁路拆除。 |
| 600毫米（1英尺11+5⁄8英寸）          | 1,435毫米（4英尺8+1⁄2英寸）                                          | 1960s        | 瑞典                       | 玛丽弗雷德的东南曼兰铁路铁路主要在1960年代改建为传统铁路时从标准轨距改装而来的轨道上运行。 |
| 891毫米（2英尺11+3⁄32英寸）         | 1,435毫米（4英尺8+1⁄2英寸）                                          | 1934         | 瑞典                       | 短而孤立的标准轨距电车线路远距离轨道建于1911年，位于斯德哥尔摩北部的斯托克松郊区，并于1934年被改造成相邻891毫米（2英尺11+3⁄32英寸）罗斯拉格铁路。远距离轨道于1966年关闭。 |
| 1,435毫米（4英尺8+1⁄2英寸）         | 891毫米（2英尺11+3⁄32英寸）                                          | 1973-1978    | 瑞典                       | 卡尔玛和贝尔加之间的铁路在 1970 年代进行了改造。 |
| 1,435毫米（4英尺8+1⁄2英寸）         | 891毫米（2英尺11+3⁄32英寸）                                          | 1972         | 瑞典                       | 沙巴克舒尔特和明斯特罗斯之间的铁路在1970年至1972年间进行了改造。在沙巴克舒尔特，该线路与卡尔玛-贝尔加线相连。两者都经过改造，以方便标准轨距运输到明斯特罗斯的纸浆厂。 |
| 1,435毫米（4英尺8+1⁄2英寸）         | 891毫米（2英尺11+3⁄32英寸）                                          | 1953-1962    | 瑞典                       | 金肯库勒线 |
| 1,435毫米（4英尺8+1⁄2英寸）         | 1,600毫米（5英尺3英寸）                                              | 1854         | 瑞士                       | 瑞士北方铁路 |
| 1,000毫米（3英尺3+3⁄8英寸）         | 750毫米（2英尺5+1⁄2英寸）                                            | 2022         | 瑞士                       | 瓦尔登堡铁路作为线路现代化的一部分进行改造。 |
| 1,000毫米（3英尺3+3⁄8英寸）         | 1,435毫米（4英尺8+1⁄2英寸）                                          | 2010         | 瑞士                       | 瑞士国家铁路从阿劳到苏尔的前国家铁路线被转换为米轨，以允许更换门齐肯–阿劳–舍夫特兰铁路线上的街道运行部分 |
| 1,435毫米（4英尺8+1⁄2英寸）         | 1,050毫米（3英尺5+11⁄32英寸）                                        | （建议中）   | 叙利亚                     | 汉志铁路 |
|                                     |                                                                      |              | 坦桑尼亚                   | 坦桑尼亚于2008年提出1,000毫米（3英尺3+3⁄8英寸）/1,067毫米（3英尺6英寸）钢枕和1,000毫米（3英尺3+3⁄8英寸）/1,435毫米（4英尺8+1⁄2英寸）适合轨距转换的混凝土轨枕。 |
| 1,000毫米（3英尺3+3⁄8英寸）         | 1,435毫米（4英尺8+1⁄2英寸）                                          | 1920年以后   | 泰國                       | 从1920年起，暹罗铁路的标准轨距部分长度1,000 km（620 mi）首先转换为三轨，然后整个轨距转换为1,000毫米（3英尺3+3⁄8英寸）（米轨）。 |
| 1,435毫米（4英尺8+1⁄2英寸）         | 1,000毫米（3英尺3+3⁄8英寸）                                          | （建议中）   | 突尼西亞                   | 突尼斯-斯法克斯线 |
| 750毫米（2英尺5+1⁄2英寸）           | 760毫米（2英尺5+15⁄16英寸）                                          | 1948–1949    | 乌克兰苏维埃社会主义共和国 | 别列戈沃区域网络，长度200 km（120 mi）；最初建于匈牙利帝国时期，并在乌克兰成为苏联的一部分时重新装修。 |
| 750毫米（2英尺5+1⁄2英寸）           | 760毫米（2英尺5+15⁄16英寸）                                          |              | 乌克兰苏维埃社会主义共和国 | 乌日哥罗德地区，长度35 km（22 mi） |
| 750毫米（2英尺5+1⁄2英寸）           | 600毫米（1英尺11+5⁄8英寸）                                           |              | 乌克兰苏维埃社会主义共和国 | 瓦普尼亚尔卡铁路，长度140 km（87 mi）。 |
| 1,435毫米（4英尺8+1⁄2英寸）         | 1,524毫米（5英尺）                                                   | 1844         | 英国: · 英格兰             | 东县铁路建于1839年，连接的北部和东部铁路建于1840年。 |
| 610毫米（2英尺）                    | 1,435毫米（4英尺8+1⁄2英寸）                                          |              | 英国: ·                    | 爱高水库缆车 |
| 381毫米（15英寸）                   | 610毫米（2英尺）                                                     | 1916         | 英国: ·                    | 费尔本铁路 |
| 12+1⁄4英寸（311毫米）               | 381毫米（15英寸）                                                    | 1986         | 英国: ·                    | 费尔本铁路 |
| 610毫米（2英尺）                    | 914毫米（3英尺）                                                     | 1986         | 英国: ·                    | 戈塞道枢纽和波特马多克铁路 |
| 1,435毫米（4英尺8+1⁄2英寸）         | 7英尺0+1⁄4英寸（2,140毫米）                                          | 1892         | 英国: · 英格兰 /           | 大西部铁路 |
| 600毫米（1英尺11+5⁄8英寸）          | 1英尺11+1⁄2英寸（597毫米）                                           |              | 英国: · 英格兰             | 林顿和巴恩斯特普尔铁路 |
| 1,067毫米（3英尺6英寸）             | 1英尺11+1⁄2英寸（597毫米）                                           | 2002         | 英国: · 英格兰             | 南港码头缆车 |
| 1英尺11+1⁄2英寸（597毫米）          | 1,067毫米（3英尺6英寸）                                              | 1950         | 英国: · 英格兰             | 绍斯波特码头缆车 |
| 1,435毫米（4英尺8+1⁄2英寸）         | 7英尺0+1⁄4英寸（2,140毫米）                                          | 1872         | 英国: ·                    | 泰菲谷铁路 |
| 1英尺11+3⁄4英寸（603毫米）          | 1英尺11+1⁄2英寸（597毫米）                                           | 1901–1902    | 英国: ·                    | 莱多尔谷铁路 |
| 2英尺8+1⁄2英寸（825毫米）           | 610毫米（2英尺）                                                     | 1884         | 英国: · 英格兰             | 大众电气铁路 |
| 1,435毫米（4英尺8+1⁄2英寸）         | 4英尺10英寸（1,473毫米）                                             | 1866         | 美国 · 新泽西州            | 莫里斯和埃塞克斯铁路在12天内完成转换 |
| 1,435毫米（4英尺8+1⁄2英寸）         | 1,676毫米（5英尺6英寸）                                              | 1871         | 美国 · 缅因州              | 缅因中央铁路公司 |
| 1,435毫米（4英尺8+1⁄2英寸）         | 914毫米（3英尺）                                                     | 1879         | 美国 · 加利福尼亚州        | 蒙特雷支线 |
| 1,435毫米（4英尺8+1⁄2英寸）         | 914毫米（3英尺）                                                     | 1881         | 美国 · 科罗拉多州          | 丹佛和里奥格兰德铁路其中的丹佛到普韦布洛。这开始了在科罗拉多州逐步逐步转换为标准轨距的过程，只要交通状况证明转换是合理的 |
| 1,435毫米（4英尺8+1⁄2英寸）         | 1,524毫米（5英尺）                                                   | 1886         | 美国                       | 建立太平洋铁路及其支线轨距的法案。 set the standard for the First Transcontinental Railroad and encouraged previously laid lines to regauge. Southern railroads were not converted until 1886当它们重新测量到1448毫米（4英尺9英寸）时。这在功能上与标准轨距兼容，最终转换在轨道保持时进行。                                                   |
| 1,435毫米（4英尺8+1⁄2英寸）         | 1,067毫米（3英尺6英寸）                                              | 1898         | 美国 · 加利福尼亚州        | 圣地亚哥电气化铁路 |
| 1,435毫米（4英尺8+1⁄2英寸）         | 914毫米（3英尺）                                                     | 1902         | 美国 ·                     | 伯灵顿西北铁路 |
| 1,435毫米（4英尺8+1⁄2英寸）         | 1,067毫米（3英尺6英寸）                                              | 1906         | 美国 · 加利福尼亚州        | 威尼斯短线从洛杉矶太平洋铁路卖到太平洋电气 |
| 1,588毫米（5英尺2+1⁄2英寸）         | 1,435毫米（4英尺8+1⁄2英寸）                                          | 1997         | 美国 · 路易斯安那州        | 新奥尔良有轨电车系统的水岸线被转换为符合历史有轨电车系统的其余部分。 |
| 1,435毫米（4英尺8+1⁄2英寸）         | 1,520毫米（4英尺11+27⁄32英寸）                                       |              | 獨立國家聯合體             | 虽然中国和欧洲通过铁路相连，而且两者主要是1,435毫米（4英尺8+1⁄2英寸），但中间的中亚铁路是1,520毫米（4英尺11+27⁄32英寸）轨距。有关于促进中国和欧洲标准轨系统最终联系的讨论。 |